# آرسکوگ اسپیربانکن
آرسکوگ اسپیربانکن (انگلیسی: Aurskog Sparebank) شرکت خدمات مالی و بانکداری نروژی است، که در سال ۱۸۴۶ تأسیس شد.